# Otanes
Otanes (stgr. Ὀτάνης, pers. ‏هوتن‎) – żołnierz perski VI w. p.n.e. Organizator Sprzysiężenia Siedmiu, które wyniosło na tron Dariusza. Według Herodota miał zalecać rządy państwa powierzyć ogółowi Persów, co odrzuciła reszta spiskowców. W odpowiedzi na to zrezygnował z kandydowania na króla z uzasadnieniem: ani nie chcę panować, ani panowaniu ulegać. Pod tym zaś warunkiem zrzekam się rządów, że nie będę podlegał rozkazom żadnego z was, ani ja sam, ani moi potomkowie po wieczne czasy.
Dowódca wyprawy na Samos mającej na celu obalenie Majandriosa i zaprowadzenie rządów Sylosonta, brata Polikratesa.